# Segundo sitio de Tepatitlán
El Segundo Sitio de Tepatitlán fue un acontecimiento bélico librado el 25 de abril de 1927 y finalizada el 29 de abril del mismo año entre El Ejército Libertario de los Altos (Grupo Cristero) compuesto por aproximadamente 450 cristeros comandados por Justo González y las Fuerzas Federales Mexicanas compuestas por 101 hombres en los que se encontraban policías, voluntarios civiles y una pequeña guarnición del 74.º regimiento de Caballería compuesto por 20 hombres.

## Antecedentes
En enero de 1927 sucedió el Sitio de Tepatitlán donde cristeros al mando de Justo Galindo intentaron tomar la ciudad pero fueron repelidos por el presidente municipal Mayor Quirino Navarro. Durante este periodo de tiempo tuvo lugar la primera reconcentración que tenía como finalidad evitar que los campesinos ayudasen a los cristeros. Tepatitlán con una población de 7,000 habitantes llegó a tener 30,000 refugiados.
Ante la amenaza Cristera de volver a tomar la ciudad el 24 de abril de 1927 la Ciudad de Tepatitlán se ve atacada y bombardeada por aviones del Gral. Saturnino Cedillo.

## Batalla

### Día 25
El 25 de abril de 1927 los cristeros de la región al mando de Justo González, Justo Galindo, Jesús de la Torre y Félix Barajas entraron a Tepatitlán, logrando apoderase de las afueras de la ciudad y del templo de San Antonio. El vigía gobiernista que estaba colocado en las torres de la parroquia informaba al presidente municipal Quirino Navarro…” que se veía mucha gente que se posesionaba del pueblo, con la pretensión de tomar la plaza…” al día siguiente cerraron el círculo de la ciudad y a punto de mediodía llegaron refuerzos federales ordenados por el General Waldo Garza por el rumbo de Arandas, que venían al mando del Capitán Francisco Bucio con 20 hombres, pero al llegar a las afueras de la ciudad, tuvo la necesidad de abrirse campo combatiendo ya que la encontró sitiada, pero pudo pasar y tomar posiciones de defensa.
Quirino Navarro había tomado posiciones fortificando los lugares de más altura dentro de la ciudad, para tener puntos de apoyo y lugares de certero disparo contra los cristeros, distribuyendo cinco elementos en las torres de la parroquia, catorce elementos en presidencia, y cinco en la manzana de la parroquia, y el resto los colocó en las barricadas por la calle real junto al mesón y los demás en la calle de San Antonio y Mapelo y cinco en las torres del Santuario de la Guadalupe. Los Cristeros cargaron por el camino de Guadalajara donde se concentraron más de 250 hombres, otra parte se apoderó el templo de San Antonio y su torre donde desataron una gran cantidad de disparos. Los cristeros cargaron por el camino de Guadalajara donde se concentraron más de trescientos, otra parte atacó por el norte apoderándose del templo de San Antonio de donde desataron una gran resistencia y certeros disparos contra los gobiernistas.

### Día 26 y 27
La preocupación más grande de los sitiados comandados por Quirino Navarro era…” que su gente no gastara cartuchos inútilmente…”dando disposiciones de disparar sobre lo seguro y para hacer que los rebeldes cristeros quemaran sus cartuchos inútilmente, urdió una estratagema o ardid que le resultó efectivo, que consistió…”en colocar en unos carrizos como de dos metros en uno de sus extremos un sombrero amarrado que pasearon por los fortines y techos de la presidencia….”con los cuales atrajeron el blanco de los tiradores cristeros quienes estuvieron vanamente disparando Los Cristeros en su máximo avance se apoderaron de la torres del templo de San Antonio de donde tirotearon al principio sin ningún chiste para medir la resistencia y respuesta del enemigo, estos …”esperaban sin perder los puntos clave para sostener la resistencia".

### Día 28
Los federales hicieron un gran esfuerzo para cercar los tiradores de San Antonio que tanto daño les hicieron y al ver los cristeros que el cerco sobre ellos se estrechaba, optaron por huir junto con Justo González, después de días de combates y con pocas oportunidades de apoderase de la ciudad, los cristeros decidieron emprender la huida, ya que tenían el conocimiento de que de Guadalajara había salido un refuerzo para Tepatitlán, consistente en los Batallones No. 30 y 119 de línea.

### Día 29
Al final de día quedaron rezagados solo tres cristeros que se hicieron fuertes en el caracol de las torre, los federales en el afán de terminar con ellos colocaron dinamita que hicieron explotar dañando la estructura del templo y demoliendo parte del caracol que daba acceso a las torres, al ver los cristeros el ensordecedor trueno y la decidida acometida de los gobiernistas, optaron por rendase y luego de que fueron amarrados de pies y manos los envolvieron con las cortinas del templo, después les rociaron con gasolina y les prendieron fuego.